# 權力平衡 (遊戲)
《權力平衡》（英語：Balance of Power）是一款背景設定於冷戰時期的1985年地缘政治战略游戏，由克里斯·克勞福德開發，Mindscape發佈。此遊戲最突出的地方是僅用世界地圖進行涉及地缘政治策略的遊戲系統。

## 遊戲系統

遊戲截圖

玩家在遊戲開始時需要選擇成為美國總統或苏联共产党中央委员会总书记，領導超級大國八年，盡量最大化國家的威信並避免引發核戰。一個回合在遊戲中的長度為一年，在每年開始時，玩家將會得知世界各國發生的一系列事件和危機，並需要決定如何回應這些事件。而回應事件的方法可以有很大的差異，上至舉行軍事演習，下至與另一個超級大國舉辦會議。玩家的每項行動都會引發不同的反應。之後，玩家便能夠開始行動並回應另一個超級大國的行動。
此遊戲的核心機制與布魯斯·凱奇萊葛於1983年發佈的《Geopolitique 1990》差不多。在兩款遊戲中，在談判中退縮將會導致國家威信下降，並會引致國家政局動蕩。同樣地，玩家進行外交冒險政策亦可能引發戰爭。當戰爭發生後，遊戲就會立刻結束，且遊戲會顯示以下訊息：「你引發了核戰爭。不，這裡沒有顯示蘑菇雲和肢體在空中橫飛的動畫。我們不會獎勵失敗者。」。

## 開發

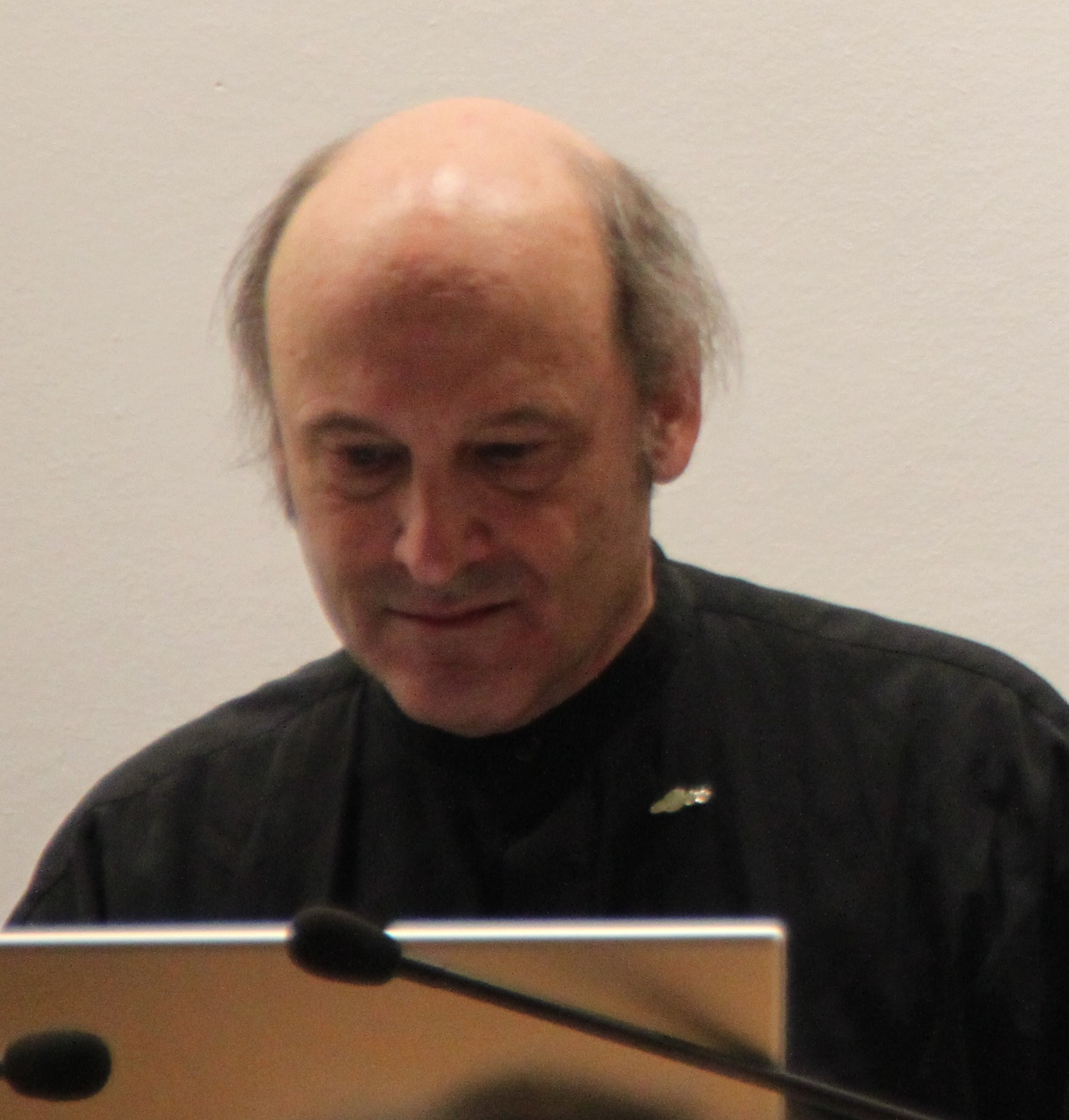
遊戲開發者克里斯·克勞福德

《權力平衡》原本是由Mindscape發佈，其平台為麥金塔電腦和Apple II。之後，他們在1986年至1987年期間將此遊戲移植至Windows、雅達利ST電腦和Amiga。遊戲的推出轟動一時，因為它描述了冷戰殘酷的現實。
於1986年，克勞福德出版了一本同樣名為「權力平衡」的書。該書深入解釋了此遊戲的政治背景、計算威信的公式和相關的參數，並描述了整個遊戲的開發工程。

## 續作
於1989年，克勞福德發佈了此遊戲的續作。該續作名為「權力平衡：1990年版」（Balance of Power: The 1990 Edition），其平台為Apple IIGS、Windows、麥金塔電腦、雅達利ST電腦和Amiga。雖然此遊戲獲公認為續作，但克勞福德本人卻並不這麼認為。該遊戲加入了更多國家，新增了參事來向提供提供建議，附設了多人热座模式，並添加了“多極化”關卡。在“多極化”關卡中，不同國家將會自動引發事件，如向其他國家宣戰。但是，隨著冷戰的結束，民眾對此遊戲的關注便漸漸減少了。
克勞福德於1992年發表了一個演講，他指出他將會離開遊戲行業以製作更多涉及互動和藝術的作品。他在數年後發佈了名為「權力平衡：21世紀」（Balance of Power: 21st Century）的遊戲。該遊戲是以21世紀作為背景，並涉及了美國、亞洲、中東三方勢力的角力。該遊戲設定於2001年9月12日開始，但玩家只能成為美國總統。

## 評價
此遊戲獲得的評價不錯。遊戲雜誌《龍》推薦此遊戲予玩家，並將之稱為「超越其他遊戲的優秀全球戰略遊戲，其中透過精密計算得出的地緣政治數據更可以防止全球性的核戰爭！」。他們亦指出此遊戲是由「一個真正具娛樂性和發人深省的世界地緣政治模擬遊戲。此遊戲要求玩家防止全球性的核浩劫，但又要提升美國或蘇聯的威信。這是一個所有人都應玩至少一次的遊戲。」。
於1996年，遊戲雜誌《電腦遊戲世界》將此遊戲列為「史上最佳遊戲」的第78位。他們亦指出「此遊戲是一場精彩的政治陰謀遊戲。它讓我們看到真正的冷戰，但又不需要《暗影總統》或《CyberJudas》的細節。」。同年，遊戲雜誌《Next Generation》將此遊戲列為「史上最佳遊戲」的第75位。

## 外部連結
- Chris Crawford, Balance of Power （页面存档备份，存于） (Microsoft Press, 1986)
- Balance of Power 1990 （页面存档备份，存于） - Abandonia
- PC Retroview: Balance of Power （页面存档备份，存于） - IGN